# Комітат (Стародавній Рим)
Комітати, комітатенси (.з лат. Comitatensis, у множині Comitatenses, похідне від лат. comitatus. comitatus "почет", група") — у I-II століттях під comitatus  мався на увазі почет римських імператорів, що складався з його друзів і радників. До IV століття під "комітатом"  розуміється імператорський почет, а терміном comitatenses означають виключно піхотні контингенти імператорської гвардії (не плутати з преторіанською гвардією).

## Комітати і комітатенси
Comitatenses були створені з піхотних легіонних загонів приблизно у період правління Константина I (306—337 гг.). Терміни comitatus і comitatenses не є синонімами, хоча і співзвучні, означають у пізнішій римській воєнній системі дві принципово різні структури.
Не існує будь-яких свідоцтв того, що при імператорі Діоклетіані римська армія була розділена на польову і прикордонну. До початку IV століття термін comitatus означав привілейоване оточення імператора. Так, у I—II ст. comitatus principis — найближче оточення принцепса, яке утворювали його друзі та радники (comites Augusti). На цей час у воєнній історичній науці переглядається сенс суворого розділення пізньої римської армії на активну (комітат) і так звану гарнізонну (лімітанеїв). Comitatenses вперше згадується як особливий контингент легіонерів у наказі Константина від 325 р. У цьому ж документі позначено три категорії військовослужбовців: 1) comitatenses, 2) ripenses, 3) alares #і cohortales. Другим найбільш вірогідним джерелом про військові структури IV століття є Амміан Марцеллін, він розділив римську армію на дві категорії: тих, хто «слідує за комітатом»", і на тих, хто «слідує за стягами». Дана вказівка історика дозволяє зрозуміти, ким були комітатенси у його пору. Комітатенси слідують за комітатом, при цьому неясно, чи мається на увазі двір імператора або комітат, як цілий військовий підрозділ. Ще одне важливе зауваження Амміана має принциповий характер і дозволяє судити про те, чим був комітат. Після перемоги у битві при Аргентарії римські війська переправились через Рейн і прийняли бій з германцями у важкопроходимій місцевості. Амміан повідомляє, що під час цього бою пало багато римських солдатів, в той час, як обладунки солдатів імператорського комітату, «сяяли золотом і різноколірними фарбами», погнулися під ударами метальних снарядів супротивника. [5 Таке протиставлення комітатенсів іншим соладатм армії дозволяє зробити недвузначний висновок. Комітат ніяк не є визначенням всієї наявної армії. Comitatenses — це імператорські гвардійці.
З часом, коли імператори перестали особисто брати участь у воєнних походах і все частіше передавали керування кампаніями своїм воєначальникам, комітатанси практично зникли з діючої армії і все частіше замість них використовувалася інша польова гвардія (палатіни), яка не була пов'язана виключно з правителем. Уже до початку V століття термін «комітатенси» став почесним титулом, яким нагорджували легіони. які відзначилися під час кампаній, що не мали відношення до гвардії. Таке трактування комітатенсів збереглося аж до падіння Західної Римської імперії.
У мирний час ці війська були розподілені по всій довжині кордону. Не вказуючи точних місць їх знаходження, як у випадку з гарнізонами лімітанеїв, Notitia Dignitatum представляє нам загальну ідею їх розміщення в кінці IV або на початку V ст. Вони займали міста, оборонні споруди яких, були зведені в період перших варварських навал і перероблювали ті в фортеці. Кілька найбільш важливих пунктів були розташовані поблизу кордону і надавало її обороні ту глибину, яку лімітанеї і ріпаріани не могли забезпечити власними силами. Префекти преторія, відповідальні за збір аннони, постачали провіант комітату та  решті армії згідно з приписами, які досить детально викладає Кодекс Феодосія  . 
Складовою частиною «мобільної армії» заведено вважати milites palatini (палацові війська). Найперша згадка в Кодексі Феодосія про цю категорію солдат датується 365 р, однак більшість дослідників вважає, що palatini як найбільш привілейована частина польової армії, абсолютно не пов'язана з функцією охорони палацу, з'явилися значно раніше. П. Саутерн і К. Р. Діксон знаходять, що  однієї мобільної армії, зосередженої безпосередньо при імператорі, було недостатньо для підтримки спокою на всіх кордонах імперії; тому в найбільш неспокійних єпархіях (Галлія, Іллірік, Фракія, Схід) були створені так звані регіональні польові армії, які підпорядковувалися командувачем в званні magister equitum або comes rei militaris. При цьому з єдиної польової армії були виділені кращі добірні загони, які утворили «центральну польову армію», яка перебувала під безпосереднім командуванням самого імператора. Надалі, щоб відрізнити comitatenses імператорської армії від comitatenses регіональних армій, першим був привласнений титул palatini. На думку В. І. Холмогорова, такий поділ міг статися при Костянтині або навіть Діоклетіана.

## Список підрозділів комітатів
Згідно з Notitia Dignitatum, комітатами були наступні підрозділи:
Під керуванням Magister Peditum
1. Undecimani;
2. Secundani Italiciani (Legio II Italica, Africa);
3. Tertiani Italica (Legio III Italica, Illyricum);
4. Tertia Herculea, Illyricum;
5. Legio II Britanica, Gallias;
6. Legio III Iulia Alpina, Italia;
7. Legio I Flavia Pacis, Africa;
8. Legio II Flavia Virtutis, Africa;
9. Legio III Flavia Salutis, Africa;
10. Legio II Flavia Constantia, Africa Tingitania;
11. Tertioaugustani (Legio III Augusta);

Під керуванням Magister Militum per Orientem
1. Quinta Macedonica (Legio V Macedonica);
2. Septima Gemina (Legio VII Gemina);
3. Decima Gemina (Legio X Gemina);
4. Legio I Flavia Constantia;
5. Legio II Flavia Constantia Thebaeorum;
6. Secunda Felix Valentis Thebaeorum;
7. Prima Flavia Theodosiana;

Під керуванням  Magister Militum per Thracias
1. Legio I Maximiana Thebaeorum;
2. Legio III Diocletiana Thebaeorum;
3. Tertiodecimani (Legio XIII Gemina?);
4. Quartodecimani (Legio XIV Gemina Martia Victrix?);
5. Prima Flavia Gemina;
6. Secunda Flavia Gemina.

## Корисні посилання
- Воєнна реформа Константина: Полевая армія (comitatenses) (Ван Берхем Д.) [Архівовано 1 березня 2021 у Wayback Machine.]
- Римська Слава [Архівовано 28 листопада 2012 у WebCite] Античное воєнне мистецтво
- Р.Канья. Legio [Архівовано 5 лютого 2020 у Wayback Machine.]
- Флавий Вегеций Ренат. Коротке викладання воєнного діла [Архівовано 7 червня 2020 у Wayback Machine.]